# Durham (New Hampshire)
Pour les articles homonymes, voir Durham.
Durham est une ville des États-Unis située dans l'État du New Hampshire et dans le Comté de Strafford. Elle est le siège de l'université du New Hampshire et le siège de Goss International, fabricant de presse offset. 

## Personnalité
- Stuart Paine (1910-1961), explorateur, y est né.